# Municipio de Saluda (Carolina del Norte)
El municipio de Saluda (en inglés: Saluda Township) es un municipio ubicado en el  condado de Polk en el estado estadounidense de Carolina del Norte. En el año 2010 tenía una población de 1.972 habitantes.

## Geografía
El municipio de Saluda se encuentra ubicado en las coordenadas 35°14′56.41″N 82°18′55.42″O / 35.2490028, -82.3153944.